# Вільшанка (Подільський район)
Вільша́нка — село Савранської селищної громади у Подільському районі Одеської області в Україні. Населення становить 990 осіб.

## Історія

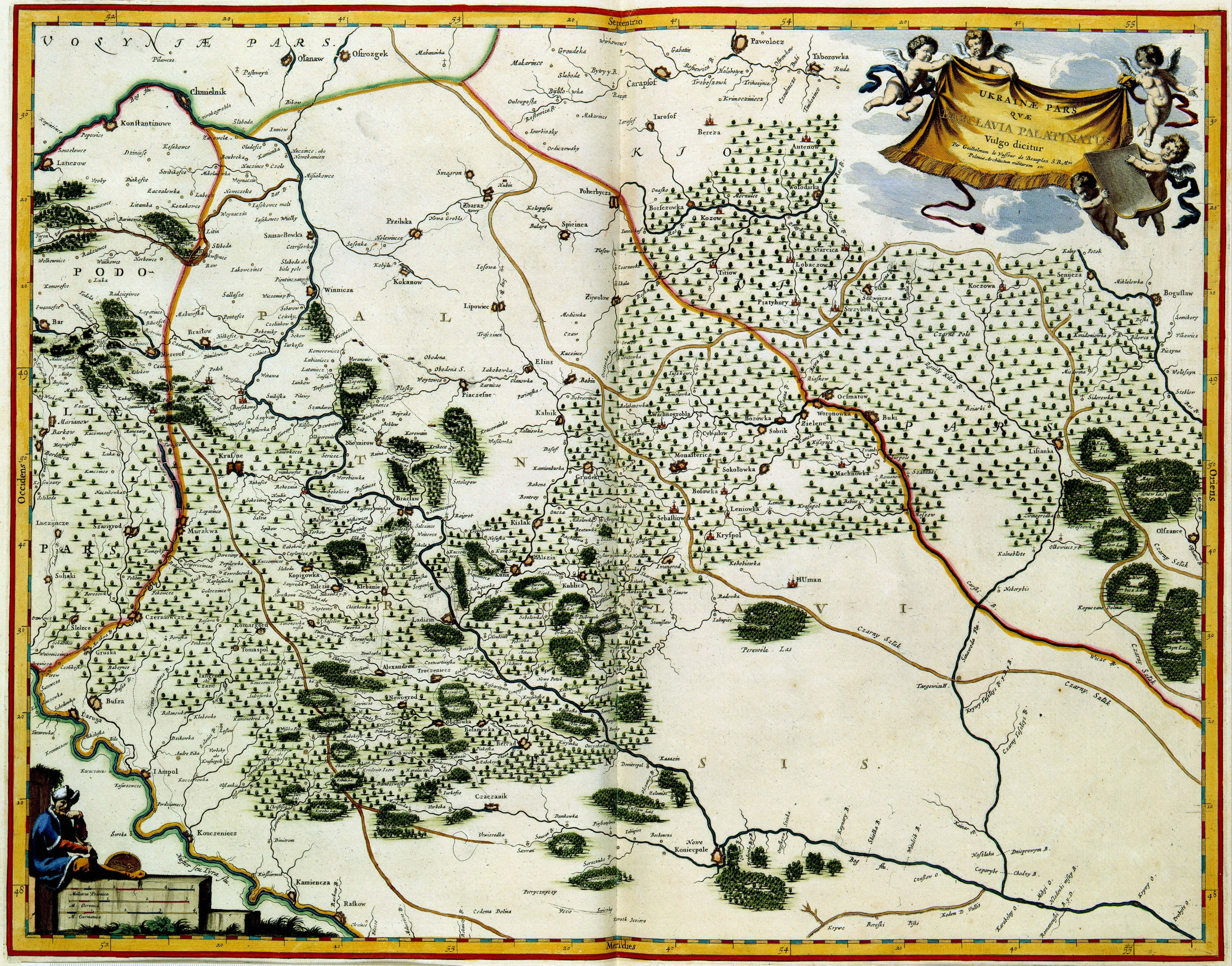
річка Ольшана біля Саврані (Nowe Koniecpole) на мапі де Боплана 1648

На околиці села знайдено залишки поселення трипільської (IV тисячоліття до н. е.) та черняхівської (II—IV століття н. е.) культур та поселення пізнього середньовіччя.
Під час організованого радянською владою Голодомору 1932—1933 років померло щонайменше 45 жителів села.
У 1986 році село Вільшанка передано в підпорядкування Савранській селищній Раді. У 1991 р. утворено Вільшанську сільраду.
12 червня 2020 року, відповідно до Розпорядження Кабінету Міністрів України від № 724-р «Про визначення адміністративних центрів та затвердження територій територіальних громад Одеської області», увійшло до складу Савранської селищної територіальної громади.
19 липня 2020 року, в результаті адміністративно-територіальної реформи і ліквідації Савранського району, село увійшло до складу новоутвореного Подільського району Одеської області.

## Населення
Згідно з переписом УРСР 1989 року чисельність наявного населення села становила 949 осіб, з яких 418 чоловіків та 531 жінка.
За переписом населення України 2001 року в селі мешкало 969 осіб.

### Мова
Розподіл населення за рідною мовою за даними перепису 2001 року:
| Мова       | Відсоток |
| ---------- | -------- |
| українська | 97,78 %  |
| російська  | 1,82 %   |
| молдовська | 0,20 %   |
| болгарська | 0,10 %   |
| гагаузька  | 0,10 %   |

## Постаті
- Бойченко Геннадій Васильович (1981—2014) — сержант Збройних сил України, учасник російсько-української війни.